# Ambassador Hotel

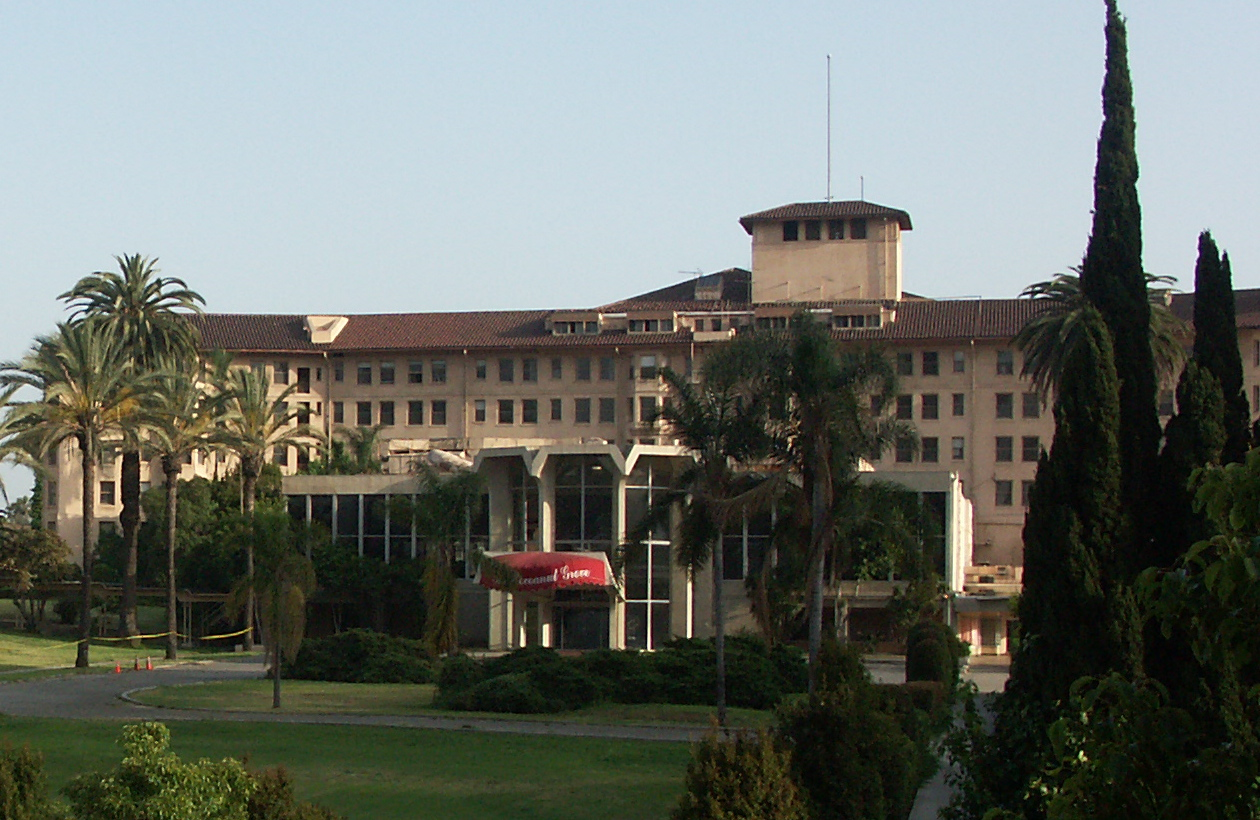
Ambassador Hotel

Ambassador Hotel var ett berömt hotell i Los Angeles, Kalifornien och platsen för den berömda nattklubben Cocoanut Grove tills det revs 2005.
Cocoanut Grove som var en del av Ambassador Hotel öppnades 1921. Här fanns den scen där Swe-Danes framträdde under sin turné i USA 1961. En scen som presenterat många av artistvärldens stjärnor, ”a magnet for the showbiz nightclub set”.
Den 5 juni 1968 ägde mordet på Robert F. Kennedy rum där.